# Cantonul Saales
Cantonul Saales este un canton din arondismentul Molsheim, departamentul Bas-Rhin, regiunea Alsacia, Franța.

## Comune
- Bourg-Bruche
- Colroy-la-Roche
- Plaine
- Ranrupt
- Saales (reședință)
- Saint-Blaise-la-Roche
- Saulxures